# Климент V
Климент V (лат. Clemens; 1264, Гасконь — 20 квітня 1314, Рокмор) — сто дев'яносто четвертий Папа Римський, понтифікат якого тривав з 5 червня 1305 року до 20 квітня 1314 року. Він відзначився намаганнями знайти компроміс з французькою монархією, розпуском тамплієрів і перенесенням Римської Курії з Рима до Авіньйона.

## Біографія
Народився у Віландро в Аквітанії, став священником у соборі св. Андрія в Бордо, пізніше був генеральним вікарієм свого брата архієпископа Ліонського. Папа Боніфацій VIII (1294—1303) призначив його архиєпископом Бордо у 1297 році.

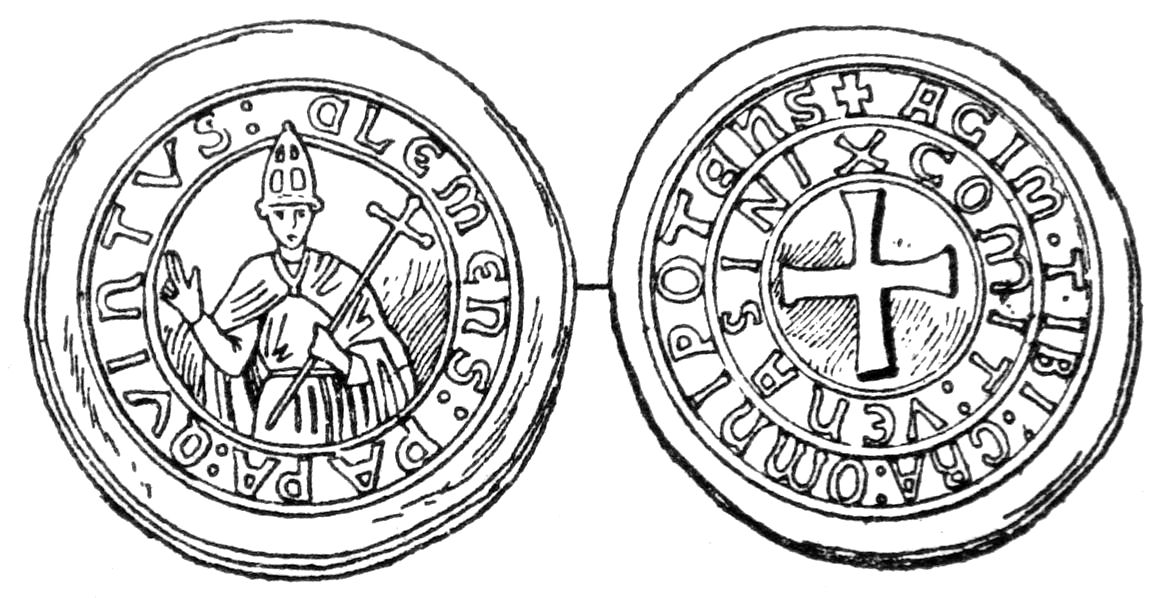
Монета Папи Климента V.

Після смерті Бенедикта XI Бертрана обрали Папою лише у 1305 році, після року суперечок між французькими та італійськими кардиналами, які відбувались на конклаві у Перуджі. Сили були рівними, а тому Бертрана вибрали як нейтральну фігуру, оскільки він не був кардиналом. Отримавши звістку про своє обрання, Бертран мав виїхати до Італії, проте вибрав місцем своєї коронації Ліон. Коронація відбулась 14 листопада 1305 року за участю короля Франції Філіпа IV. Першим кроком Климента V було заснування 9 кардинальських посад у Франції.
У 1306 році Климент V скасував положення булл «Clericis Laicos» та «Unam Sanctam», скерованих проти Філіпа IV, намагаючись лавірувати між інтересами французького короля та церкви.
13 жовтня 1307 року за наказом Філіпа IV у Франції були арештовані сотні лицарів-тамплієрів. Ці дії були мотивовані бажанням королівських чиновників заволодіти коштами цього ордену та підняти престиж королівської влади. Філіп IV від початку правління Климента V висував звинувачення проти тамплієрів у єресі, аморальності та зловживаннях. Папа, зі свого боку, домагався передання справи у ведення курії.

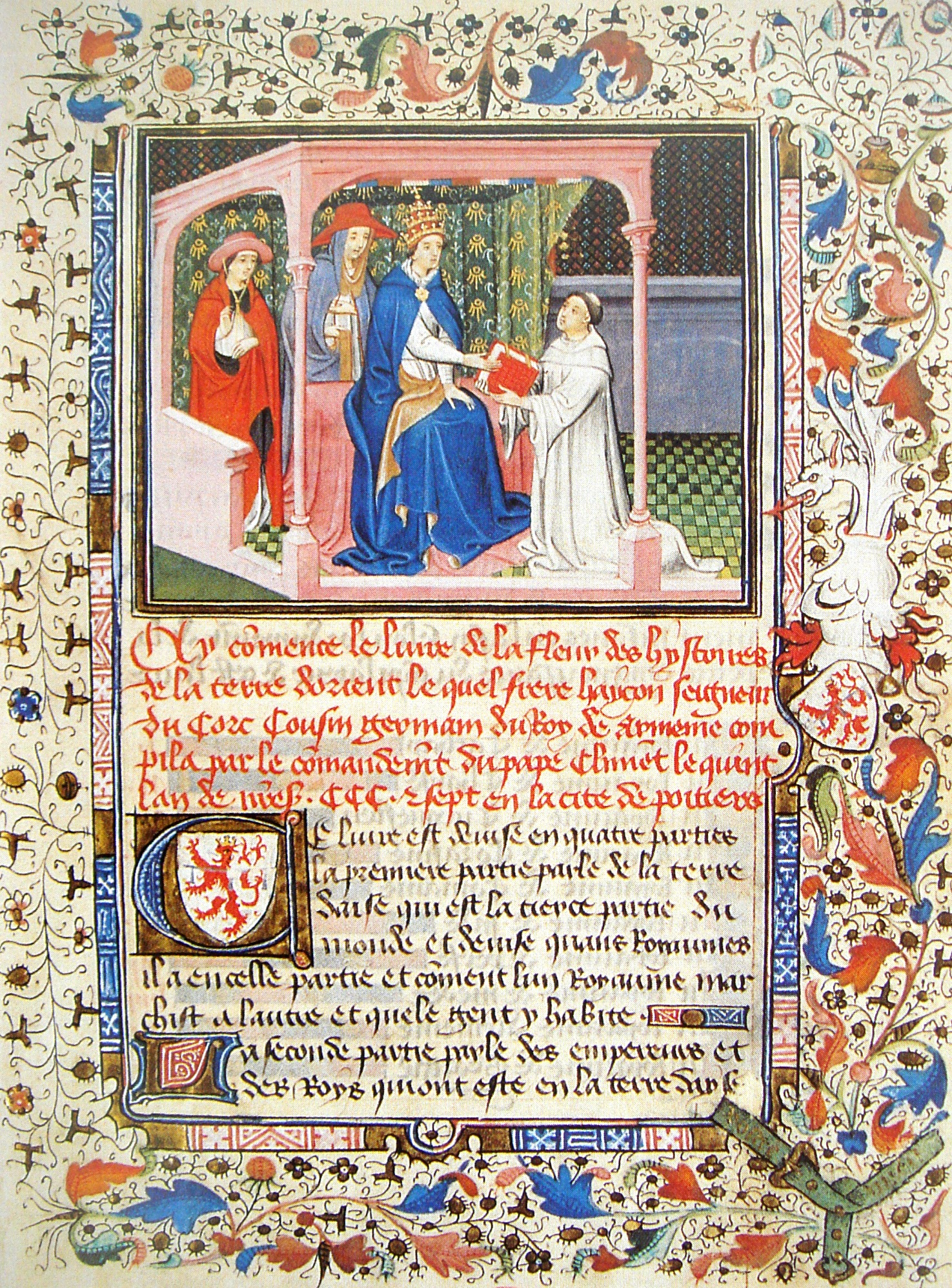
Гайтон Корікос передає свій звіт про монголів «La Flor des Estoires d'Orient» Папі Климентові V у 1307 р.

У березні 1309 року папський двір переїхав з Пуатьє (де він перебував 4 роки) до Авіньйона, міста, яке на той час не належало Франції, але було частиною імперських володінь під владою короля Сицилії. Цей переїзд його прихильники обґрунтовували необхідністю забезпечення захисту Папи від римських аристократів та їхньої міліції, активність яких досягла своєї вершини. Однак це рішення призвело до невиправдано довгого перебування Пап у Авіньйоні, яке Петрарка назвав Авіньйонським полоном.
Правники Філіпа IV намагались відновити звинувачення Папи Боніфація VIII у єресі, висловлені Гійомом Ногаре та описані у памфлетах, які висміювали «Unam sanctam». Климент V розпочав відповідний процес 2 лютого 1309 року в Авіньйоні. Слухання закінчились через 2 роки виправданням Боніфація VIII, з чим Філіп був змушений погодитись.
Виконуючи волю Філіпа IV, Климент V скликав 1311 року В'єнський собор, який проте відмовився визнати винними у єресі тамплієрів. Але Папа скасував цей орден, бо тамплієри здобули погану репутацію, втратили своє призначення папських банкірів і захисників пілігримів. Їхні статки у Франції de jure були передані лицарям госпітальєрам, проте Філіп IV утримував їх до своєї смерті та привласнив грошові кошти тамплієрів.

Питання про справедливість звинувачень тамплієрів у єресі та содомії є дискусійним і на сьогодні.

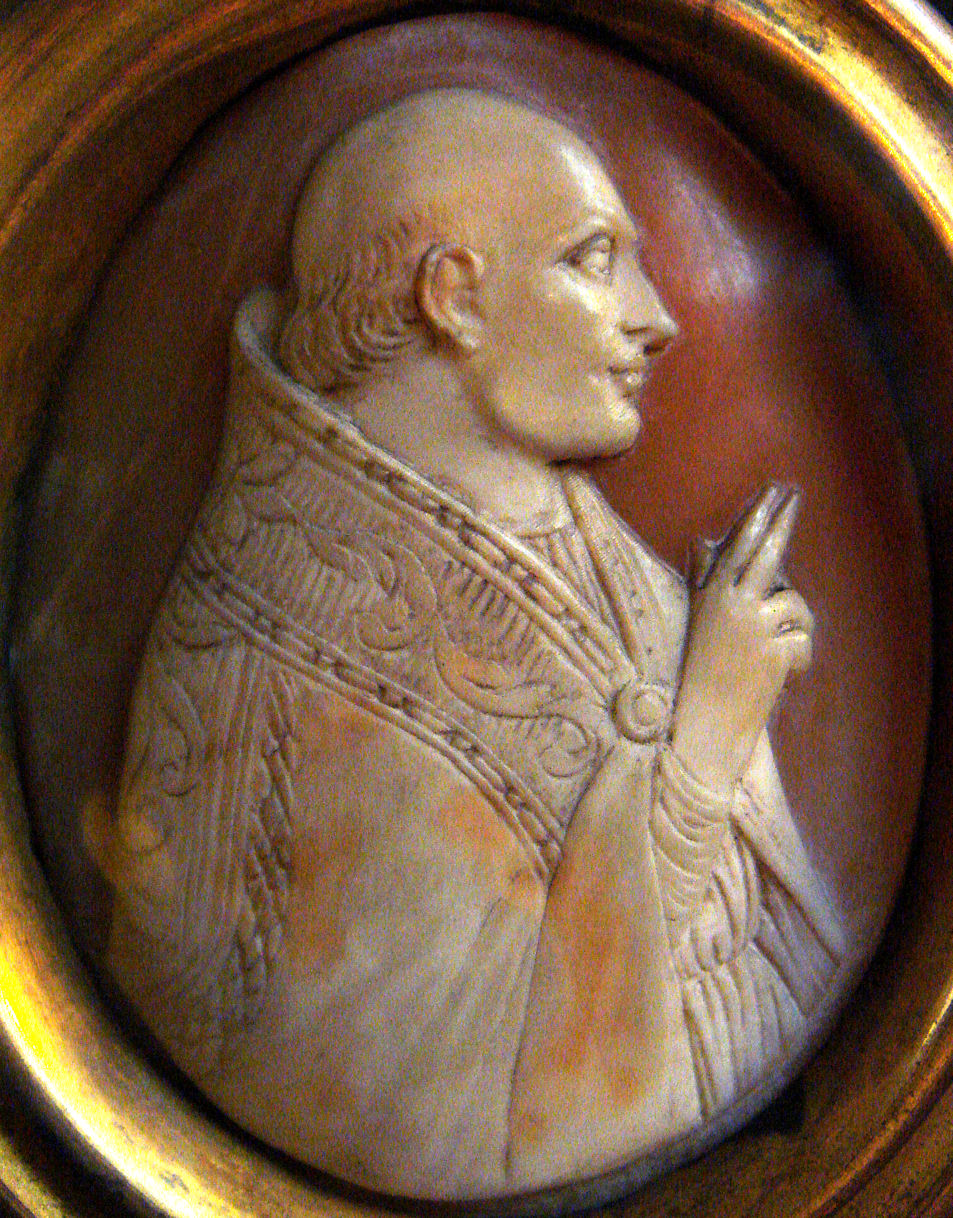
Камея Папи Климента V.

Понтифікат Климента V був згубним для Італії. Папська держава була довірена в управління 3 кардиналам, проте Рим, який став ареною боротьби кланів Колонна та Орсіні, був некерованим. У 1310 році імператор Священної Римської імперії Генріх VII (1308—1313) вступив до Італії, призначив Вісконті вікарієм у Мілані та був коронований легатами Климента V у Римі.
У Феррарі папська армія воювала з військом Венеції. Оскільки відлучення від церкви було неефективним, Климент V оголосив хрестовий похід проти венеційців.
Іншими визначними подіями правління Климентами V були жорстоке покарання звинуваченого у єресі Фра Дольчіно та видання Конституції Климента в 1313 році.
Папа помер у квітні 1314 року.